# Reittreppe

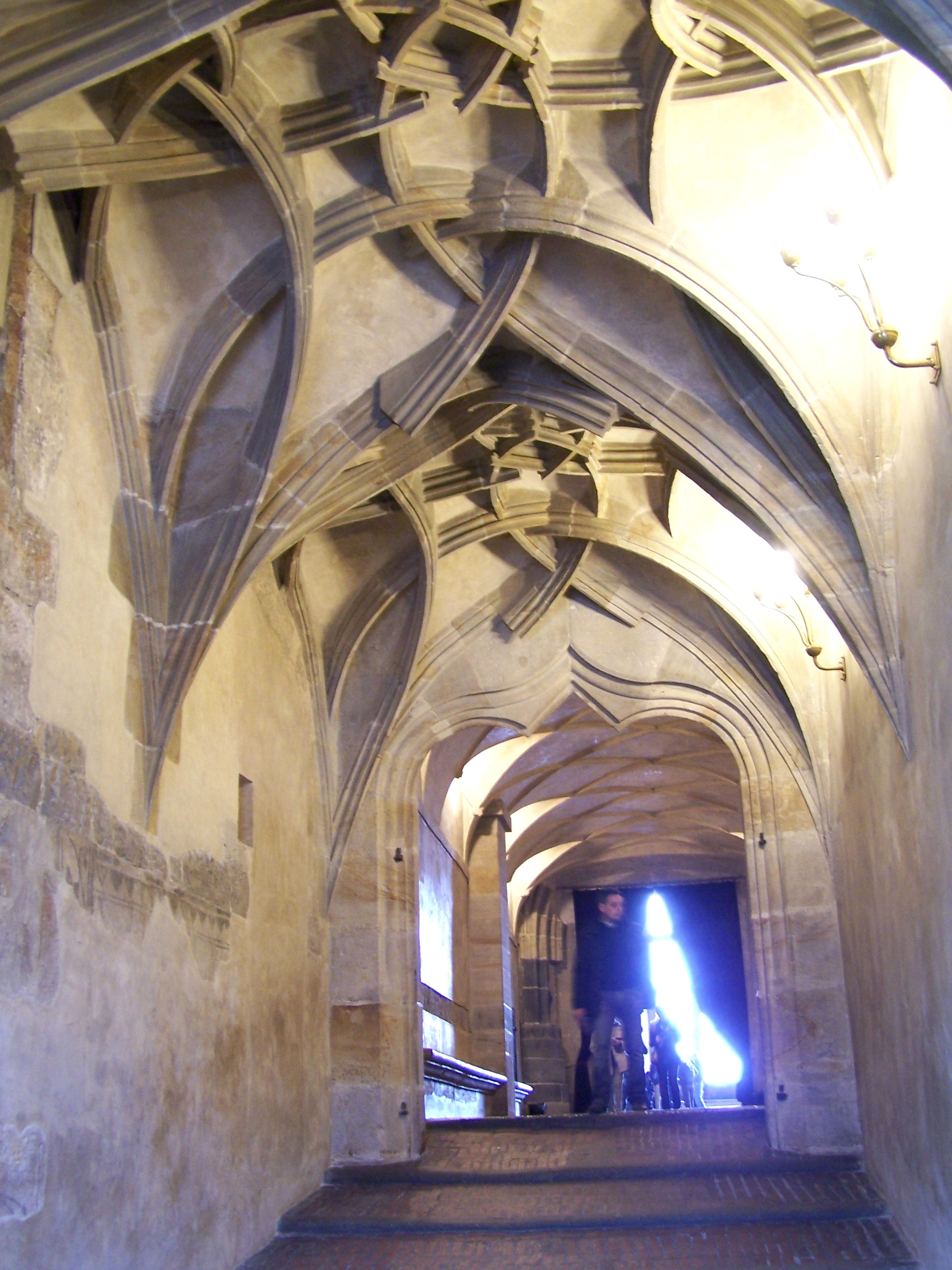
Reitertreppe in der Prager Burg

Bei einer Reittreppe (auch Reitstiege oder Reitertreppe) handelt es sich um eine Treppe, die von Reitern auf Pferden benutzt werden kann. Die besonders tiefen, flachen Treppenstufen haben vielfach eine leicht ansteigende Trittfläche. Ihre Ursprünge sind in den Eselstreppen bei steilem Gelände in offener Landschaft zu sehen. Bei einer gewendelten Reittreppe spricht man von einer Reitschnecke.

## Merkmale
Vom Wegebau fand das Konstruktionsprinzip seinen Weg in die Gebäudearchitektur. Hier bezeichnet Reittreppe einen gewendelten, gewundenen oder mehrfach gebrochenen Aufgang in Gebäuden, der eine geringe Steigung und einen griffigen Boden aufweist. Oft sind diese Aufgänge auch stufenlos (Reitrampe) oder häufiger in größeren Abständen durch flache Querwülste unterteilt. Diese Art des Aufgangs kommt in Kirch-, Burg-, Befestigungs- und Schlosstürmen sowie in der gesamten Festungs-, Villen- und Palastbaukunst vor.

## Verbreitung
Ab dem 15. Jahrhundert finden sich repräsentative Reittreppen in herrschaftlichen Anlagen. Diese Reittreppen erlaubten es, auf einem Pferd in die oberen Stockwerke zu gelangen. Die Reittreppe oder Reiterstiege in der Prager Burg in Böhmen, welche um 1500 von Benedikt Ried errichtet wurde, ist eine der ältesten bekannten Reittreppen. Ihre Entsprechung findet sich in der Gewölbekonstruktion, um ihre Längsachse verbogene Kreissegmente, die über- und untereinanderhergeführt sind oder sich gegenseitig durchdringen, die für Konrad Wachsmanns Projekt "Grape Vine", 1953, Vorbild war.
Auch stufenlose Aufgänge, die nicht als Treppen angelegt waren, wurden zum Hinaufritt benutzt. Beispiele für solche Reitrampen gibt es in Venedig (Markusturm), Genf (Rathaus), Kopenhagen (Runder Turm) und Amboise (Kavalierstürme des Schlosses Amboise).
Weitere Beispiele für Reittreppen und Reitrampen finden bzw. fanden sich:
- im alten Schloss in Bayreuth
- im Berliner Stadtschloss (1950 abgebrochen)
- in der Ehrenburg in Brodenbach an der Mosel
- im Stallhof in Dresden
- im Schloss Hartenfels in Torgau
- im Schloss Riedegg in Gallneukirchen
- in der Landshuter Stadtresidenz
- in der Zitadelle in Spandau
- im alten Schloss in Stuttgart
- im Neuen Schloss in Neustadt an der Aisch
- im Herzogsschloss in Straubing
- im Schloss Klippenstein in Radeberg (schwertseitig angelegt, seit 1546)[3]

Beispiele
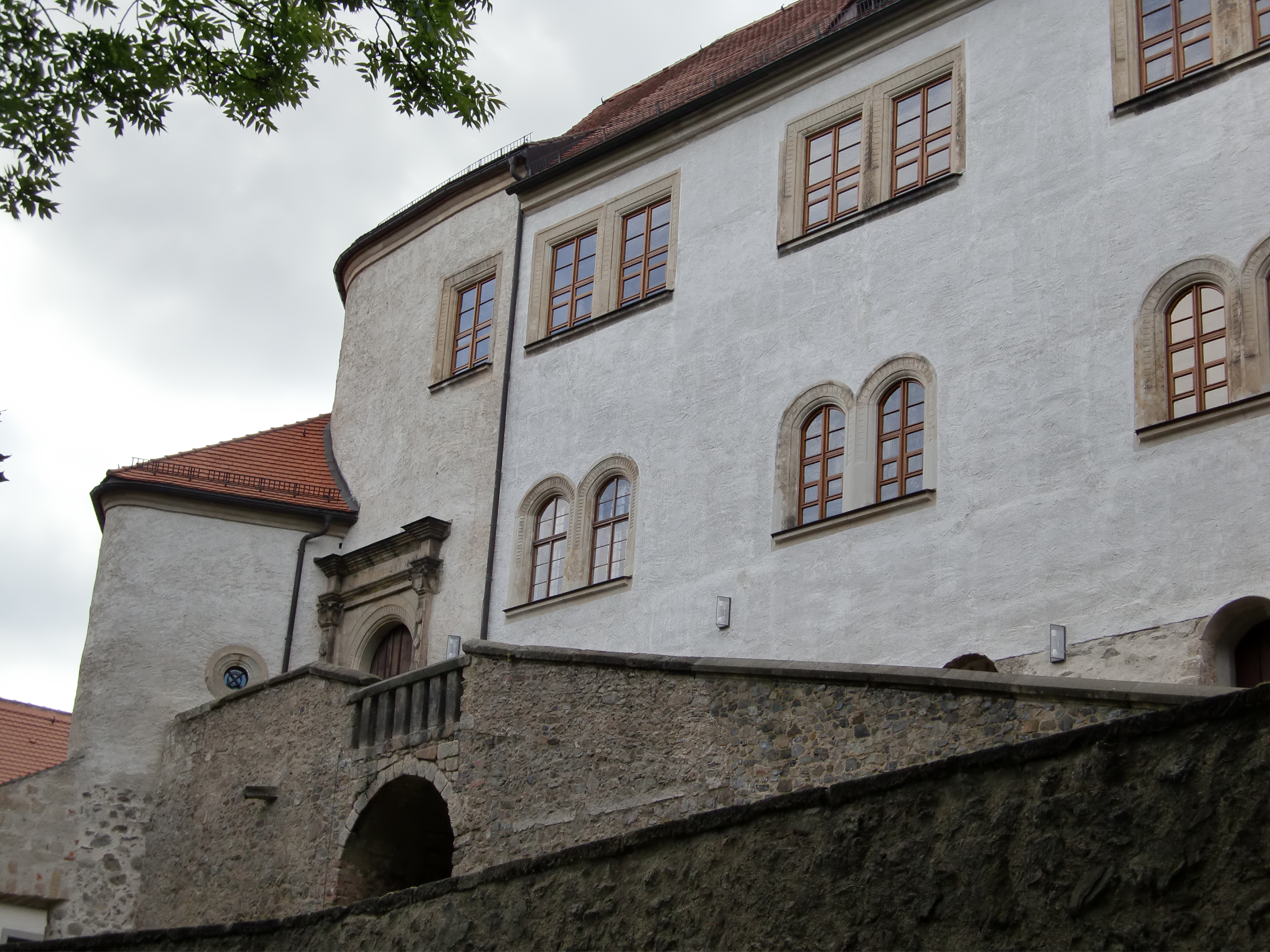
Fürsten-Reittreppe im Unteren Schlosshof von Schloss Klippenstein Radeberg, (1546)
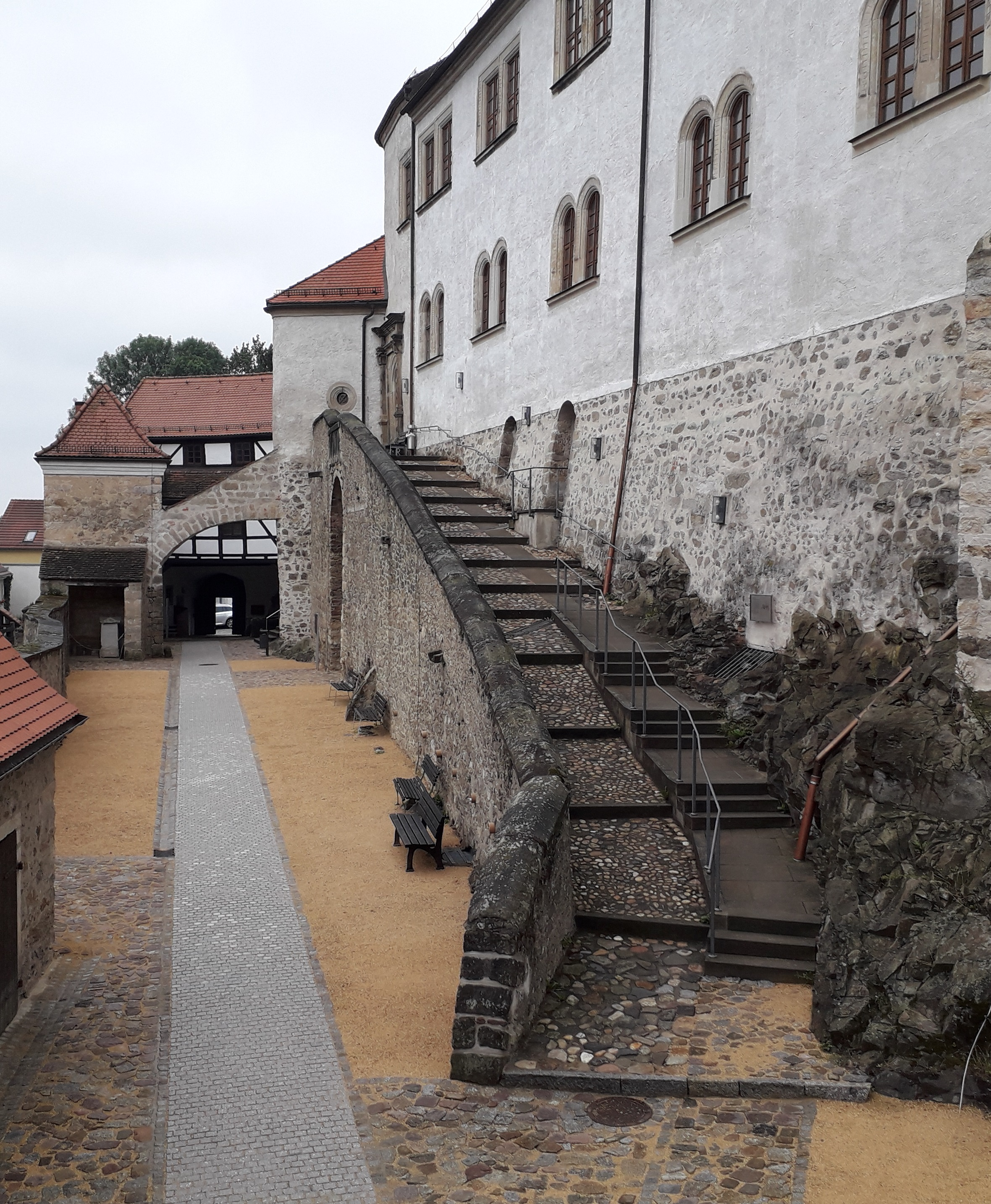
Fürsten-Reittreppe im Unteren Schlosshof von Schloss Klippenstein Radeberg, ca. 35 Meter lang, (1546)
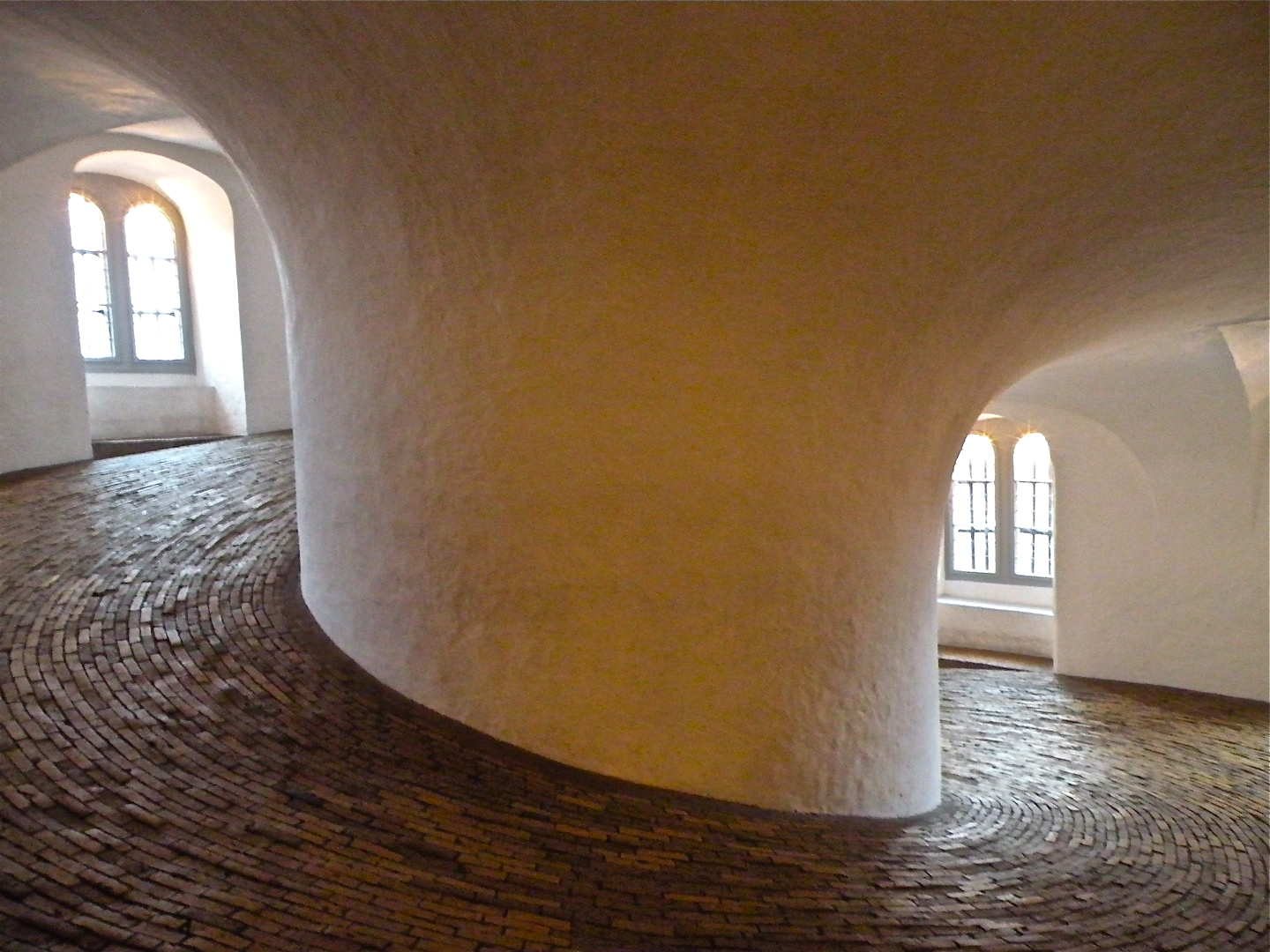
Stufenloser Aufgang im Runden Turm in Kopenhagen (1642)
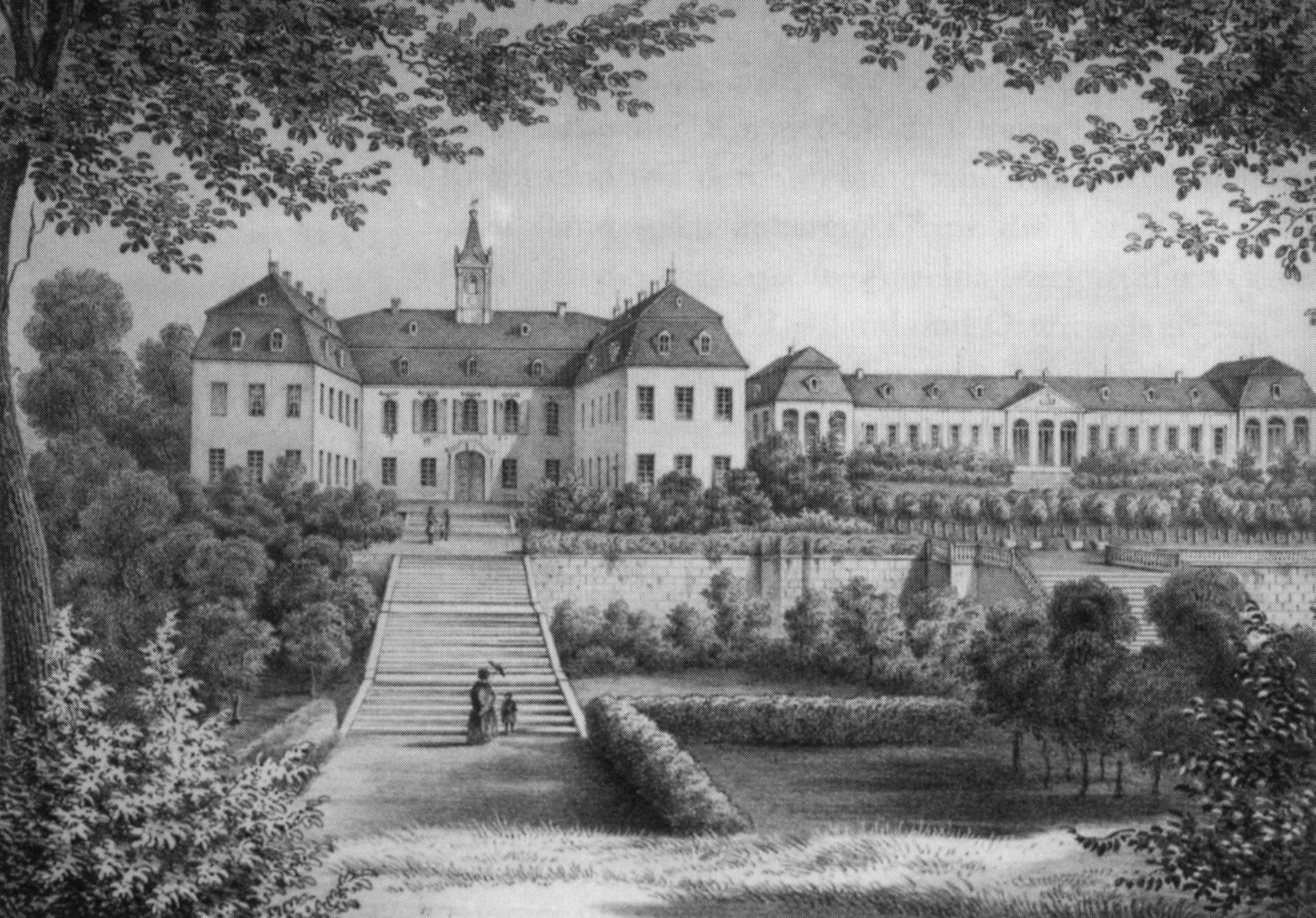
Reitertreppe als Element im Barockgarten Großsedlitz
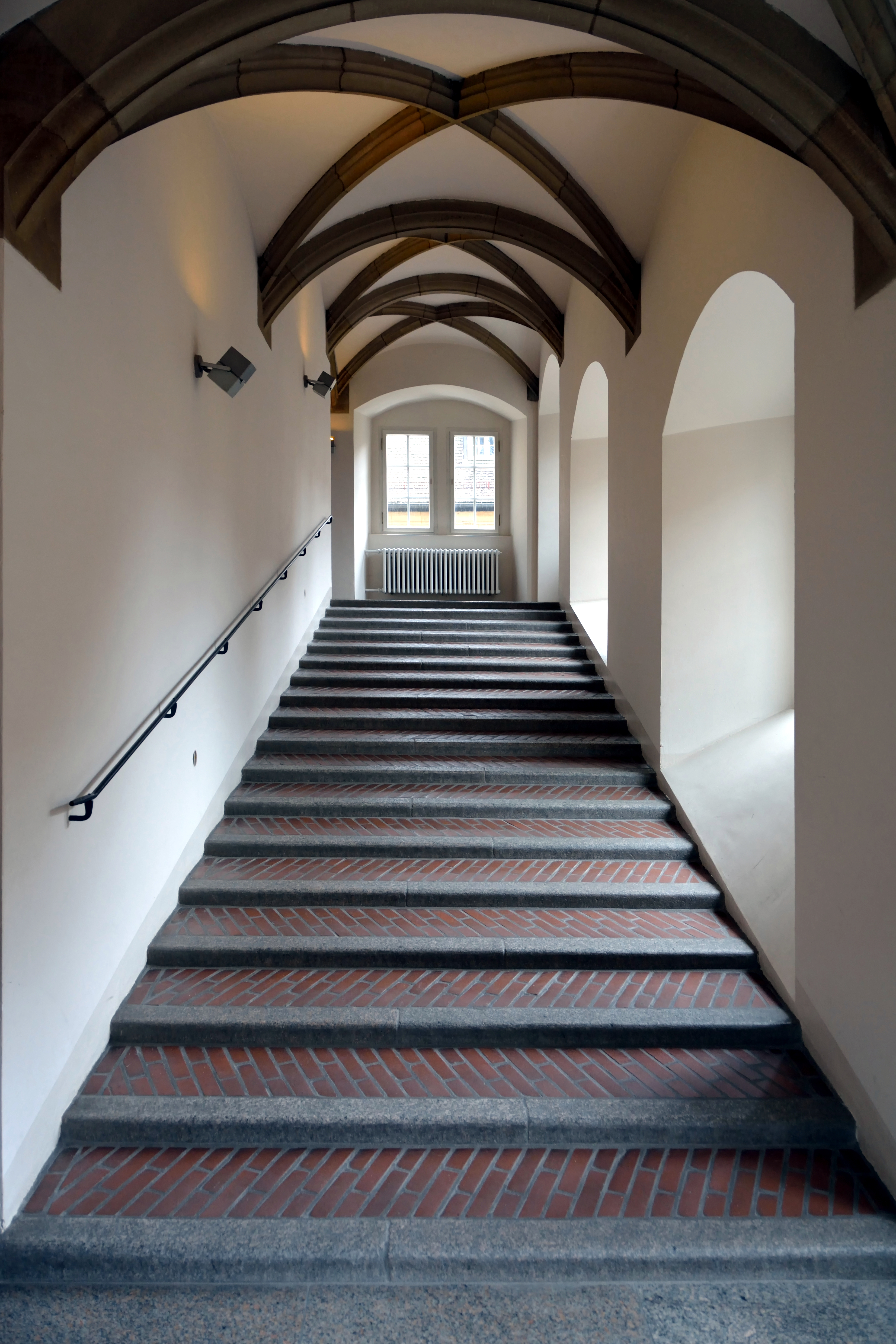
Reitertreppe im Alten Schloss in Stuttgart
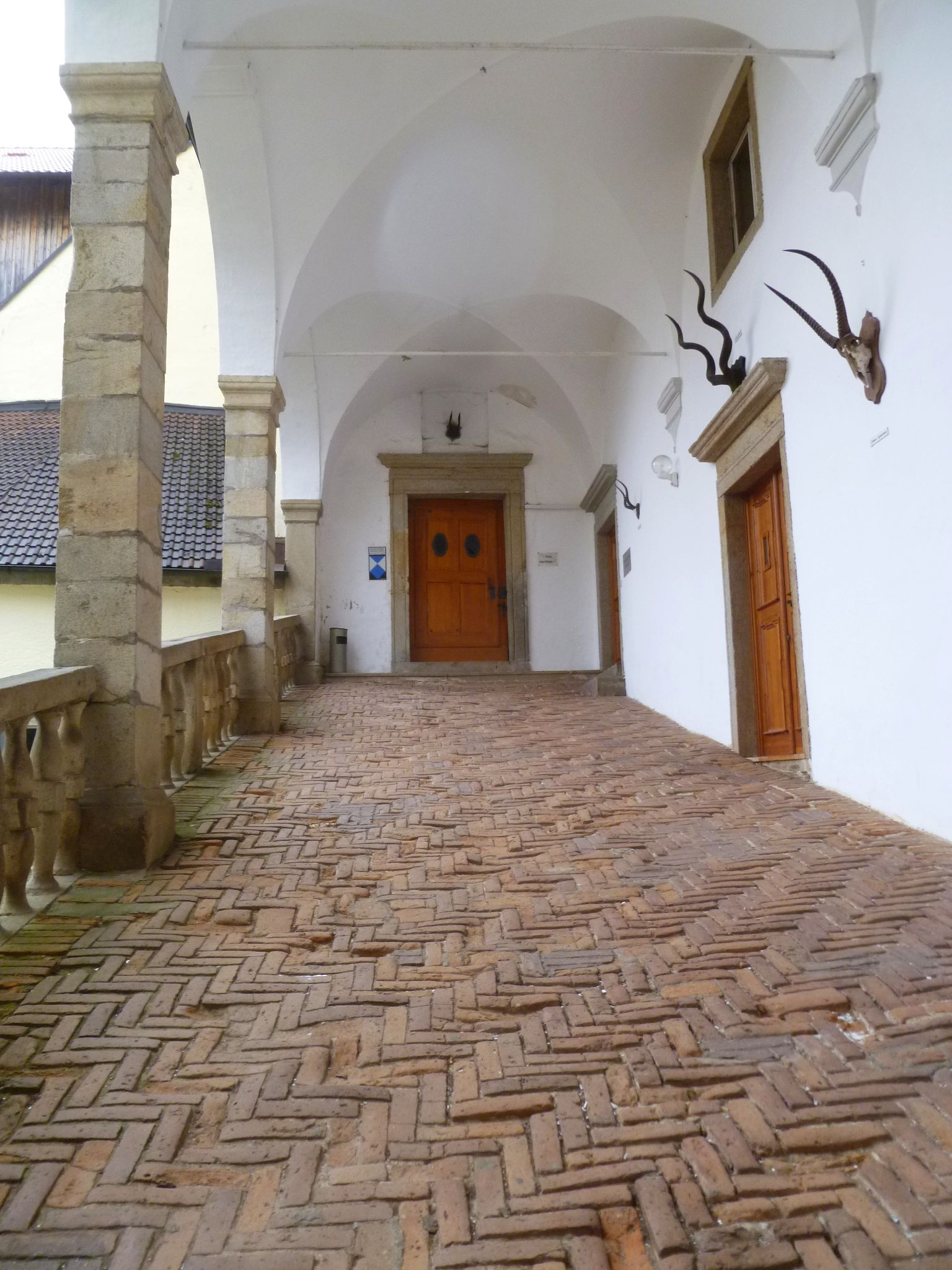
Reitrampe im Schloss Riedegg
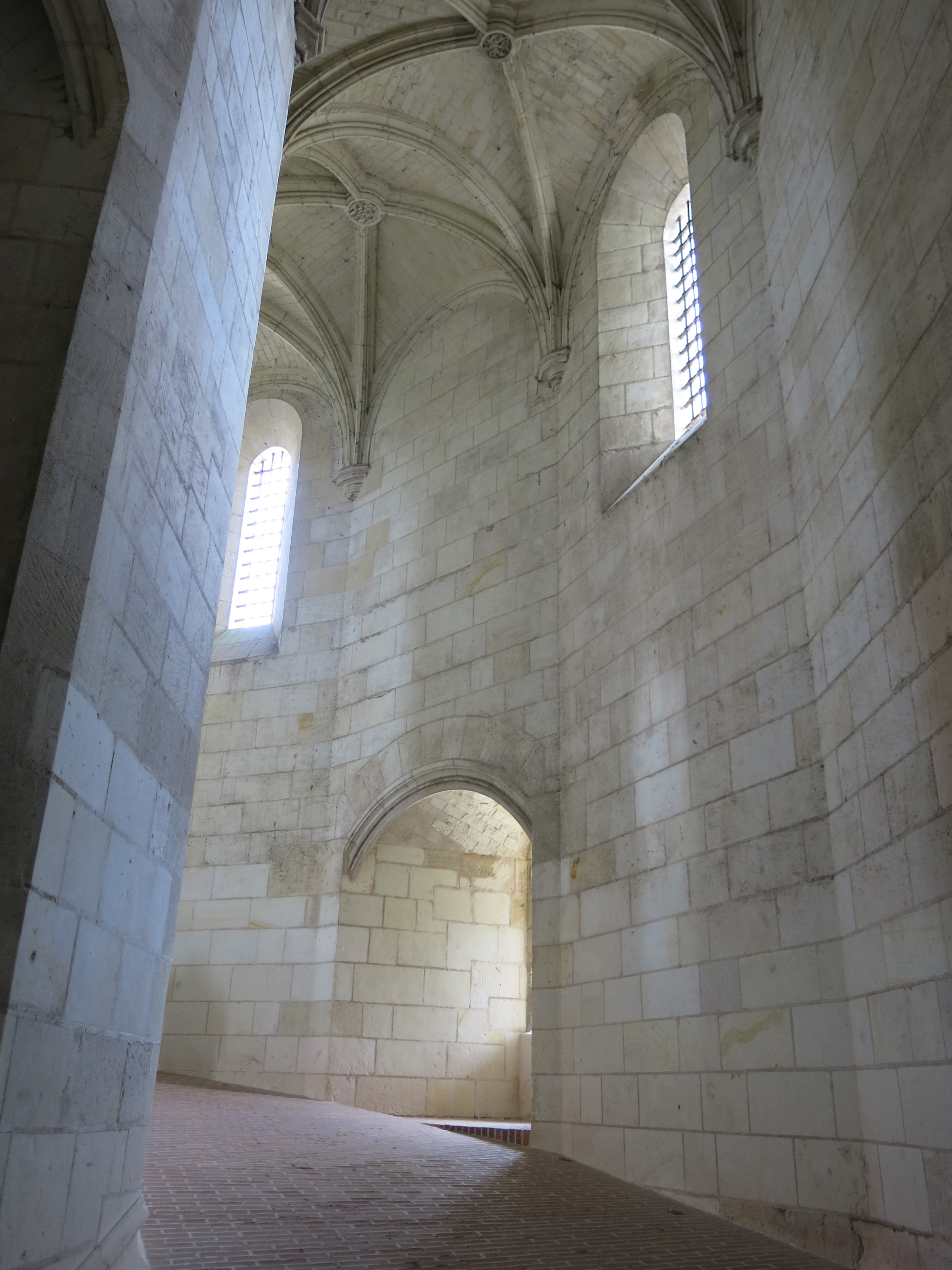
Reitrampe im Minimes-Turm des Schlosses Amboise